# Scina oedicarpus
Scina oedicarpus is een vlokreeftensoort uit de familie van de Scinidae. De wetenschappelijke naam van de soort is voor het eerst geldig gepubliceerd in 1895 door Stebbing.